# Bicyclus usagarae
Bicyclus usagarae är en fjärilsart som beskrevs av Cardamin. Bicyclus usagarae ingår i släktet Bicyclus och familjen praktfjärilar. Inga underarter finns listade i Catalogue of Life.